# سامانه خطی
سامانه‌های خطّی یا سیستم‌های خطّی (به انگلیسی: Linear systems) به سامانه‌هایی گفته می‌شود که رفتارهای خطی از خود نشان بدهند. مشخصه سیستم‌های خطی این است که خروجی آن‌ها به صورت خطی به ورودی وابسته است و تغییر خطی در ورودی باعث ایجاد تغییر در خروجی به همان صورت خواهد شد.

## تعریف
از بین تمامی تعاریف انجام شده برای سامانه‌های خطی، شاید ساده‌ترین و در عین حال جامع‌ترین آن‌ها را بشود این‌گونه بیان نمود:
سامانه‌های خطی سامانه‌هایی هستند که عمل‌کرد آن‌ها به حالت آن‌ها بستگی نداشته باشد.

## رفتارهای خطی
در آنالیز و تجزیه خطی پدیده‌ها،فرض بر این است که هر اثری را می‌شود به‌طور روشن به سوی گذشته پی‌گیری نمود، و به طریقی بی‌ابهام، به علت ایجادگر آن رسید.

## رفتارهای غیر خطی
مقالهٔ اصلی: رفتارهای غیر خطی